# 水乃ゆり
水乃 ゆり（みずの ゆり、10月7日 - ）は、元宝塚歌劇団星組娘役。
東京都葛飾区、私立愛国高等学校出身。身長164cm。愛称は「ゆりちゃん」。

## 来歴
2014年、宝塚音楽学校入学。
2016年、音楽学校卒業後、宝塚歌劇団に102期生として入団。入団時の成績は29番。星組公演「こうもり／THE ENTERTAINER!」で初舞台。その後、星組に配属。
2019年の「霧深きエルベのほとり」で新人公演初ヒロイン。
2024年12月1日、舞空瞳退団公演となる「記憶にございません!/Tiara Azul」東京公演千秋楽をもって、宝塚歌劇団を退団。

## 人物
宝塚初観劇は小学生の時で、父の勧めで観た「ベルサイユのばら」。華やかな輪っかのドレスや軍服に憧れ、いつかあの舞台に立ってみたいと、音楽学校受験を決意した。

## 宝塚歌劇団時代の主な舞台

### 初舞台
- 2016年3 - 4月、星組『こうもり』『THE ENTERTAINER!』（宝塚大劇場）

### 星組時代
- 2016年5 - 6月、『こうもり』『THE ENTERTAINER!』（東京宝塚劇場）
- 2016年8 - 11月、『桜華に舞え』『ロマンス!! (Romance)』
- 2017年1月、『オーム・シャンティ・オーム-恋する輪廻-』（東京国際フォーラム）
- 2017年3 - 6月、『THE SCARLET PIMPERNEL（スカーレット ピンパーネル）』
- 2017年7 - 8月、『オーム・シャンティ・オーム-恋する輪廻-』（梅田芸術劇場）
- 2017年9 - 12月、『ベルリン、わが愛』 - 新人公演：エヴァ（本役：小桜ほのか）『Bouquet de TAKARAZUKA（ブーケ ド タカラヅカ）』
- 2018年2月、『うたかたの恋』 - グレタ／オフィーリア『Bouquet de TAKARAZUKA（ブーケ ド タカラヅカ）』（中日劇場）
- 2018年4 - 7月、『ANOTHER WORLD』 - 新人公演：蓮華の精『Killer Rouge（キラー ルージュ）』
- 2018年8 - 9月、『New Wave!-星-』（バウホール）[4]
- 2018年10月、『デビュタント』（バウホール） - ニコール[4]
- 2019年1 - 3月、『霧深きエルベのほとり』 - ベティ・シュナイダー、新人公演：マルギット・シュラック（本役：綺咲愛里）『ESTRELLAS（エストレージャス）〜星たち〜』 新人公演初ヒロイン[3][4]
- 2019年5月、『アルジェの男』 - ヴィヴィアン『ESTRELLAS（エストレージャス）〜星たち〜』（全国ツアー）
- 2019年7 - 10月、『GOD OF STARS-食聖-』 - Yuri、新人公演：クリスティーナ・チャン（本役：舞空瞳）『Éclair Brillant（エクレール ブリアン）』
- 2019年11 - 12月、『龍の宮（たつのみや）物語』（バウホール） - 島村百合子／雪子
- 2020年2 - 3月、『眩耀（げんよう）の谷〜舞い降りた新星〜』 - 神の使い、新人公演：敏麗（本役：音波みのり）『Ray-星の光線-』（宝塚大劇場）
- 2020年7 - 9月、『眩耀（げんよう）の谷〜舞い降りた新星〜』 - 神の使い『Ray-星の光線-』（東京宝塚劇場）
- 2020年11月、『エル・アルコン-鷹-』 - ギルダ（少女）『Ray-星の光線-』（梅田芸術劇場）
- 2021年2 - 5月、『ロミオとジュリエット』[注釈 1]
- 2021年7月、『マノン』（バウホール・KAAT神奈川芸術劇場） - エレーナ
- 2021年9 - 12月、『柳生忍法帖』 - おとね、新人公演：天秀尼（本役：有沙瞳）『モアー・ダンディズム!』
- 2022年2月、『ザ・ジェントル・ライアー〜英国的、紳士と淑女のゲーム〜』（KAAT神奈川芸術劇場） - レディ・マークビー
- 2022年4 - 5月、『めぐり会いは再び next generation-真夜中の依頼人（ミッドナイト・ガールフレンド）-』 - アニス・メレル『Gran Cantante（グラン カンタンテ）!!』（宝塚大劇場）
- 2022年6 - 7月、『めぐり会いは再び next generation-真夜中の依頼人（ミッドナイト・ガールフレンド）-』 - アニス・メレル、新人公演：レオニード・ド・ローウェル（本役：音波みのり）『Gran Cantante（グラン カンタンテ）!!』（東京宝塚劇場）
- 2022年9月、『ベアタ・ベアトリクス』（バウホール） - ジェイン・バーデン
- 2022年11 - 2023年2月、『ディミトリ〜曙光に散る、紫の花〜』 - カティア、新人公演：タマラ女王（本役：白妙なつ）『JAGUAR BEAT-ジャガービート-』
- 2023年3 - 4月、『バレンシアの熱い花』 - シルヴィア『パッション・ダムール・アゲイン!』（全国ツアー）
- 2023年6 - 8月、『1789-バスティーユの恋人たち-』 - トランプの女
- 2023年10 - 11月、『ME AND MY GIRL』（博多座） - ソフィア・ブライトン
- 2024年1 - 4月、『RRR×TAKA"R"AZUKA〜√Bheem〜（アールアールアール バイ タカラヅカ〜ルートビーム〜）』 - WATERRR『VIOLETOPIA（ヴィオレトピア）』
- 2024年8 - 12月、『記憶にございません!』 - 近藤ボニータ『Tiara Azul-Destino-（ティアラ・アスール ディスティーノ）』 退団公演[5]

## 出演イベント
- 2024年5月、舞空瞳ミュージック・サロン『Dream in a Dream〜永遠の夢の中に〜』